# Summerville (Carolina del Sud)
Summerville è una città di 45 239 abitanti degli Stati Uniti d'America situata nelle contee di Dorchester, Berkeley e Charleston nello Stato della Carolina del Sud. La popolazione è vertiginosamente cresciuta dai poco più di tremila degli anni sessanta.
La città venne fondata nel 1785 durante la guerra di indipendenza americana, ma venne riconosciuta come tale solo nell'800.